# Воробьёво (Нижегородская область)
Воробьёво — деревня в Городецком районе Нижегородской области. Входит в состав Бриляковского сельсовета.